# Trichocerca pygocera
Trichocerca pygocera is een raderdiertjessoort uit de familie Trichocercidae. De wetenschappelijke naam van deze soort is voor het eerst geldig gepubliceerd in 1932 door Wiszniewski.